# Stazione di Ōmi-Hachiman
La stazione di Ōmi-Hachiman (近江八幡駅?, Ōmi-Hachiman-eki) è una stazione ferroviaria della città di Ōmihachiman, nella prefettura di Shiga in Giappone. La stazione è gestita dalla JR West per la linea Biwako (parte della linea principale Tōkaidō), e dalle Ferrovie Ohmi per la linea Ohmi Yōkaichi.

## Linee
- JR West
  - ■ Linea JR Biwako
  - ■ Linea principale Tōkaidō
- Ferrovie Ohmi
  - ● Linea Ohmi Yōkaichi

## Struttura

### Stazione JR
La stazione  è costituita da una piattaforma laterale e una a isola centrale con 3 binari in superficie al livello del terreno. 
Per quanto riguarda il traffico, per tutto il giorno alla stazione fermano circa 4 treni all'ora.
| 1   | ■ Linea JR Biwako | per Maibara, Nagahama e Ōgaki |
| 2-3 | ■ Linea JR Biwako | per Kusatsu, Kyoto e Ōsaka    |

### Stazione Ohmi
La stazione è costituita da una piattaforma a isola centrale, con due binari tronchi.
| 1-2 | ● Linea Ohmi Yōkaichi | per Yōkaichi, Hikone e Maibara |

## Stazioni adiacenti
| «                                          | Servizio                                   | »                                          |
| Linea principale Tōkaidō (Linea JR Biwako) | Linea principale Tōkaidō (Linea JR Biwako) | Linea principale Tōkaidō (Linea JR Biwako) |
| ------------------------------------------ | ------------------------------------------ | ------------------------------------------ |
| Azuchi                                     | Locale                                     | Shinohara                                  |
| Notogawa                                   | Rapido Speciale                            | Yasu                                       |
| Linea Ohmi Yōkaichi                        |                                            |                                            |
| Musae                                      | Locale                                     | Capolinea                                  |
| Yōkaichi                                   | Rapido                                     | Capolinea                                  |